# 문재도

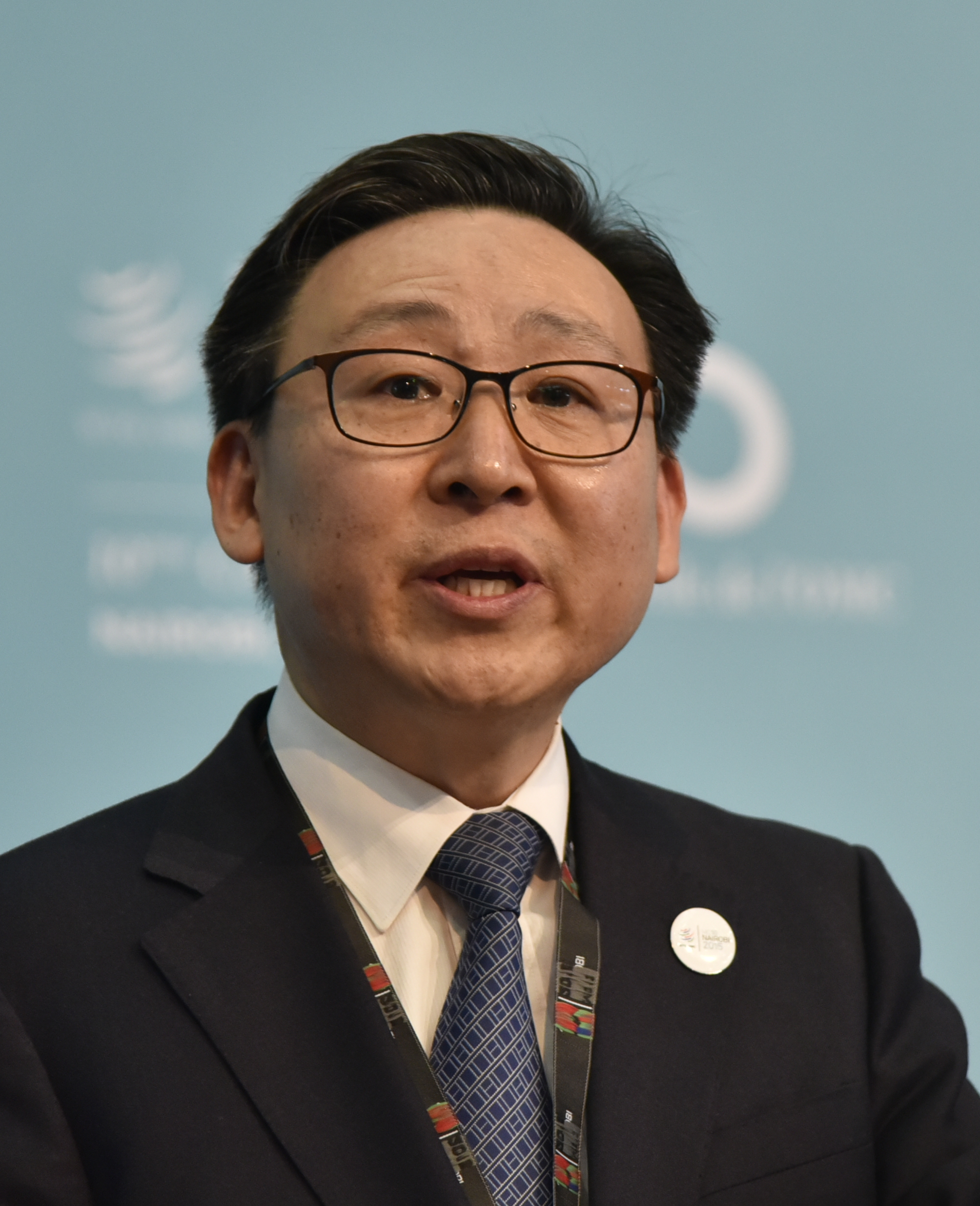
문재도

문재도(文在燾, 1959년 10월 15일 ~ )는 대한민국의 제2대 산업통상자원부 제2차관을 역임한 공무원이며, 한국무역보험공사 사장이다. 본관은 남평이며, 광주광역시 출신이다.

## 학력
- 광주제일고등학교 졸업
- 서울대학교 경제학과 졸업

## 경력
- 1981 : 25회 행정고시 합격
- 지식경제부 석유정책과
- 지식경제부 전력수급과
- 지식경제부 한반도에너지개발기구
- 지식경제부 불공정수출입조사과 과장
- 지식경제부 전기위원회 총괄정책과 과장
- 2005.09 ~ 2007.01 : 대한무역투자진흥공사 외국인투자지원센터
- 2010.02 ~ 2011.05 : 지식경제부 자원개발원전정책관
- 2011.06 ~ 2013.02 : 지식경제부 산업자원협력실 실장
- 2013.03 ~ 2014.07 : 대통령비서실 경제수석실 산업통상자원비서관
- 2014.07 ~ 2016.01 : 산업통상자원부 제2차관
- 2016.04 ~ 2017.03 : 서울대학교 객원교수
- 2017.03 ~ 2018.05 : 한국무역보험공사 사장
- 2019.09 ~ 2024.03 : 수소융합얼라이언스추진단 회장

## 참고 자료
- 문재도 네이버 인물검색